# G小調
g小調是從G音開始的音樂小調，組成的音有G、A、降B、C、D、降E、F及G。g小調是一個有兩個降號的調。
它的關係調是降B大調，並行大調是G大調。

## g小調的著名音樂作品
- 第40號交響曲-莫札特